# Новоінгулка
Новоінгу́лка —  село в Україні, у Костянтинівській сільській громаді Миколаївського району Миколаївської області. Населення становить 704 особи.

## Населення
Згідно з переписом УРСР 1989 року чисельність наявного населення села становила 732 особи, з яких 346 чоловіків та 386 жінок.
За переписом населення України 2001 року в селі мешкала 701 особа.

### Мова
Розподіл населення за рідною мовою за даними перепису 2001 року:
| Мова       | Відсоток |
| ---------- | -------- |
| українська | 92,61 %  |
| російська  | 3,69 %   |
| вірменська | 2,56 %   |
| молдовська | 1,14 %   |